# Noodweer (popgroep)
Noodweer is een Nederlandstalige Rotterdamse popgroep die in 1977 werd opgericht. De band bestond uit Jos Bloemkolk (zang), Theo van Duijl (gitaar en koor), Raoul Klebach (basgitaar) en Luc Everwijn (slagwerk). Hun enige grote hit was In de disco (1983), dat op nummer 12 in de Nederlandse Top 40 kwam, en op nummer 10 in de TROS Top 50. In 1987 gaf Noodweer zijn afscheidsconcert in het Berenei te Rotterdam.

## Achtergrond
Het nummer In de disco werd uitsluitend als 12"-single uitgebracht; een unicum destijds voor Nederlandstalige platen. Het leidde tot enige ophef toen TROS-dj Ferry Maat de plaat niet mocht draaien in de wekelijkse uitzending van de TROS Top 50 omdat er nogal wat productnamen in werden genoemd (onder meer Odorex, Durex en Alfa Romeo), wat niet was toegestaan op een publieke radiozender. Volgens anderen lag de boycot van de TROS in het feit dat men de verwijzingen naar (Durex) condooms niet gepast vond.
In 1984 trok Noodweer nog de aandacht met de single Grijze Muizen. Met dit nummer stond de groep wekenlang in VARA's Verrukkelijke 15. In datzelfde jaar ontving Noodweer de Zilveren Harp. Hoewel een grote commerciële doorbraak uitbleef, speelden ze 10 jaar lang in de meeste popzalen van Nederland. De laatste uitgave van Noodweer was een verzamel-cd getiteld Het Hevigste van Noodweer, waar zowel het gemakkelijker in het gehoor liggend als het moeilijker toegankelijk repertoire op te vinden is.
Na 1987 kwam Noodweer nog enkele keren bij elkaar voor een reünieconcert, maar in 2011 kondigde de groep aan weer vaker op te gaan treden en nieuw werk uit te brengen. In april 2011 verscheen de single Alles voor het geld.
Zanger Jos Bloemkolk is ook actief als journalist. Hij schrijft (muziek)verhalen en columns in Het Parool, ook onder het pseudoniem Bob Frommé.

## Discografie

### Albums
| Album met eventuele hitnotering(en) in de Nederlandse Album Top 100 | Datum van verschijnen | Datum van binnenkomst | Hoogste positie | Aantal weken | Opmerkingen   |
| ------------------------------------------------------------------- | --------------------- | --------------------- | --------------- | ------------ | ------------- |
| Rotterdam Bijvoorbeeld                                              | 1983                  | -                     |                 |              |               |
| Het Water Stijgt                                                    | 1984                  | -                     |                 |              |               |
| Het Hevigste Van Noodweer                                           | 1992                  | -                     |                 |              | Verzamelalbum |

### Singles
| Single met eventuele hitnotering(en) in de Nederlandse Top 40 | Datum van verschijnen | Datum van binnenkomst | Hoogste positie | Aantal weken | Opmerkingen                                   |
| ------------------------------------------------------------- | --------------------- | --------------------- | --------------- | ------------ | --------------------------------------------- |
| Heleen                                                        | 1982                  | -                     |                 |              |                                               |
| In de disco                                                   | 1983                  | 09-06-1983            | 12              | 7            |                                               |
| Rotterdam Bijvoorbeeld                                        | 1983                  | -                     |                 |              |                                               |
| Liefde                                                        | 1983                  | -                     |                 |              |                                               |
| Diepzee                                                       | 1984                  | -                     |                 |              |                                               |
| Mijn Hart Klopt Voor Jou                                      | 1984                  | -                     |                 |              |                                               |
| Grijze Muizen                                                 | 1984                  | -                     |                 |              | Vier weken in Verrukkelijke 15, toppositie #9 |
| De Enige Remedie                                              | 1985                  | -                     |                 |              |                                               |
| Hossen Met 'n Houten Been                                     | 1987                  | -                     |                 |              |                                               |